# グナエウス・コルネリウス・レントゥルス (紀元前97年の執政官)
グナエウス・コルネリウス・レントゥルス（ラテン語: Gnaeus Cornelius Lentulus、生没年不詳）は紀元前2世紀後期・紀元前1世紀初期の共和政ローマの政治家。紀元前97年に執政官（コンスル）を務めた。

## 出自
レントゥルスはエトルリアに起源を持つパトリキ（貴族）であるコルネリウス氏族の出身であるが、コルネリウス氏族はローマでの最も強力で多くの枝族を持つ氏族でもあった。レントゥルスのコグノーメン（第三名、家族名）が最初に確認できる人物は、紀元前327年の執政官ルキウス・コルネリウス・レントゥルスであるが、コルネリウス氏族の他の枝族との関係は不明である。
カピトリヌスのファスティによるとレントゥルスの父も祖父も、プラエノーメンはグナエウスである。父グナエウスは、紀元前146年の執政官と思われる。その場合、祖父グナエウスは紀元前201年の執政官である。

## 経歴
レントゥルスの名前はカピトリヌスのファスティに記録され、また大プリニウスも言及しているが、それ以外の資料はない。同僚執政官はプブリウス・リキニウス・クラッススであった。この年に、元老院法令によって人身犠牲が禁止されている。執政官就任年とウィッリウス法の規定から逆算して、レントゥルスは遅くとも紀元前100年にはプラエトル（法務官）に就任したはずである。

## 子孫
紀元前72年の執政官グナエウス・コルネリウス・レントゥルス・クロディアヌスは養子と思われる。

## 参考資料

### 古代の資料
- ガイウス・プリニウス・セクンドゥス『博物誌』
- カピトリヌスのファスティ

### 研究書
- Broughton R. Magistrates of the Roman Republic. - New York, 1951.
- Haywood R. "Studies on Scipio Africanus" - Baltimore, 1933.
- Münzer F. "Cornelii Lentuli" // RE. - 1900. - T. VII . - P. 1355-1357 .